# Melanum chovdense
Melanum chovdense är en tvåvingeart som först beskrevs av Nartshuk 1975.  Melanum chovdense ingår i släktet Melanum och familjen fritflugor. Inga underarter finns listade i Catalogue of Life.